# Воскресенье, половина седьмого
«Воскресенье, половина седьмого» — советский четырёхсерийный телефильм режиссёра Вадима Зобина, снятый в 1988 году по сценарию Анатолия Рыбакова как продолжение фильмов «Каникулы Кроша» (1980) и «Неизвестный солдат» (1984) с Василием Фунтиковым в роли Сергея Крашенинникова («Кроша»).

## Сюжет
Молодому юристу Сергею Крашенинникову, проходящему стажировку в прокуратуре, поручают дело o смерти девушки, тело которой было найдено в лесу недалеко от шоссе (17 км Боровского шоссе в районе Солнцево). Дело, на первый взгляд, было простым: девушка, как показало вскрытие, умерла от разрыва селезёнки, и нужно было только установить её личность.
Сергей пытается выяснить, почему Соня (так звали погибшую девушку) оказалась в отдалённом районе Москвы и почему никто не оказал ей помощи, хотя место было достаточно оживлённым. Расспрашивая видевших её людей, Сергей понимает, что свидетели ему либо что-то недоговаривают, либо откровенно лгут.
Постепенно Сергей устанавливает подлинную причину происшедшего - равнодушие окружающих. Достаточно сказать, что помощи умирающей девушке не оказал даже оказавшийся в том месте врач, человек с виду интеллигентный и порядочный, который потом откровенно врал Сергею, будто в тот день он ехал совсем по другой дороге.

## В ролях
- Василий Фунтиков — Сергей Владимирович Крашенинников, студент 4-го курса юрфака МГУ, следователь-стажёр районной прокуратуры г. Москвы
- Владимир Юматов — Николай Павлович, следователь районной прокуратуры г. Москвы, руководитель практики Сергея Крашенниникова
- Андрей Степанов — Андрей Андреевич, прокурор районной прокуратуры г. Москвы, руководитель Николая Павловича
- Елена Костина — Елена Овсянникова, студентка 3-го курса мединститута, невеста Сергея Крашенниникова, дочь друзей Геннадия Борового
- Нелли Корнеева — Нина Александровна Овсянникова, мать Елены Овсянниковой
- Гелена Кирик — Софья Ивановна Смирнова, работница переплётной мастерской промкомбината — погибшая 19 летняя девушка
- Маргарита Борисова — Лариса Ерошкина, работница переплётной мастерской промкомбината, «подруга» Сони Смирновой, знакомая Ивана Сидорова и Александра Князькова
- Маргарита Шубина — Вера Ломакина, работница переплётной мастерской промкомбината, «подруга» Сони Смирновой, знакомая Ивана Сидорова и Александра Князькова
- Владимир Ильин — Геннадий Алексеевич Боровой, врач-хирург, профессор, доктор медицинских наук, друг семьи и научный руководитель Елены Овсянниковой, владелец ВАЗ-2107 «Жигули» тёмно-синего цвета
- Галина Гладкова — жена Геннадия Алексеевича Борового
- Георгий Клюев — Анатолий Игнатов, ученик 9-го класса школы № 62, свидетель
- Михаил Палатник — Евгений Суров, ученик 9-го класса школы № 123, имеет условную судимость, свидетель
- Виталий Тараничев — Алексей Соколов, ученик СПТУ № 18, свидетель
- Елена Крейдик — Наталья Селезнёва, ученица 9-го класса школы № 123, свидетельница
- Марина Пресс — Маргарита Ивакина, ученица ПТУ № 127, свидетельница
- Пётр Ступин — Иван Сидоров, работник домостроительного комбината, свидетель
- Владимир Топцов — Александр Князьков, работник домостроительного комбината, свидетель
- Владимир Зайцев — Владимир Константинович Сухарников, безработный, ранее судимый
- Анатолий Иванов — Виктор Алмазов, мотоциклист, фарцовщик, свидетель
- Галина Булкина — Серафима Григорьевна Вьюнкова, мать Сони Смирновой
- Елена Богданова — Матрёна Митрофановна Вьюнкова, бабушка Сони Смирновой
- Клавдия Козлёнкова — мать Анатолия Игнатова
- Наташа Гаврилова — младшая сестра Анатолия Игнатова
- Галина Добровольская — Людмила Игнатьевна Сурова, мать Евгения Сурова
- Валентин Буров — отец Евгения Сурова
- Николай Волков — отец Маргариты Ивакиной
- Н. Андреева — мать Маргариты Ивакиной
- Игорь Тарадайкин — старший брат Маргариты Ивакиной, военнослужащий, капитан ВВС СССР
- Галина Анисимова — Таня, подруга Елены Овсянниковой
- Павел Ремезов — Николай Сергеевич Абросимов, заместитель главного инженера автотехцентра, друг Геннадия Борового
- Алексей Ванин — Олег Дмитриевич Круглянский, доктор биологических наук, друг Геннадия Борового
- Майя Ивашкевич — Мария Спиридоновна, соседка Сони Смирновой
- Антонина Кончакова — соседка Сони Смирновой
- Мария Новикова — соседка Сони Смирновой
- Галина Комарова — работница почтового отделения в г. Москве
- Гелий Исаев — сотрудник почтового отделения в г. Балабаново Боровского района Калужской области
- Наталья Назарова — заведующая переплетной мастерской промкомбината
- Даниил Нетребин — начальник лесхоза
- Игорь Фокин — водитель УАЗа начальника лесхоза
- Сергей Быстрицкий — Борис, водитель грузовика ЗиЛ-130
- Владимир Суворов — Юрий Иванович Королёв, инженер, свидетель, владелец ВАЗ-2102 «Жигули» белого цвета со спущенным колесом
- Александр Пермяков — администратор театра
- Владимир Николенко — капитан милиции
- Виктор Карташов — Виктор Анатольевич Карташов, свидетель, автовладелец
- Абрам Лившиц — Михаил Яковлевич Ровенский, математик, доктор наук, свидетель, владелец ВАЗ-2107 «Жигули» тёмно-синего цвета

## Съёмочная группа
- Автор сценария: Анатолий Рыбаков
- Режиссёр-постановщик: Вадим Зобин
- Оператор-постановщик: Владимир Трофимов
- Художник-постановщик: Юрий Углов

## Съёмка
Некоторые эпизоды фильма снимались в Зеленограде — на территории Школьного озера около 10-го микрорайона, в том числе и на примыкающей к водоёму лесопарковой территории.

## Музыка
В качестве саундтрека к фильму:
- В титрах, в конце каждой серии звучит фрагмент композиции «Welcome to the Machine» группы «Pink Floyd».
- Лейтмотивом на протяжении всего фильма звучат песни из альбома «1987» группы «Whitesnake».
- В первой серии звучит малоизвестная песня группы «Мастер», «S.O.S.» (фрагмент серии с 01:03:06 по 01:04:09), с первым вокалистом группы Александром Арзамасковым.
- Во второй серии звучит композиция группы Scorpions «Holiday» с альбома «Lovedrive» 1979-го года (сцена семейной разборки старшего брата с младшей сестрой, одной из участниц подростковой банды, во время получения повестки в участок).
- Во второй серии звучит песня в исполнении «Chas and Dave and Friends» — «Big Blonde Baby».
- В третьей серии звучит фрагмент композиции Тони Кэри «We wanna live», песня «In 100 years» группы «Modern Talking» из альбома «In the Garden of Venus» (1987).

- В четвёртой серии звучит песня группы «Дубль-1», «Ворон-викинг» (фрагмент серии с 37:39 по 41:08), позже перезаписанная в другом варианте на альбоме «Тьма и заря» группы «Маркиза». В серии также звучит песня «Половинка моя» в исполнении Ларисы Долиной.
- В четвёртой серии в сцене на поляне звучит инструментальная композиция «Spookie Boogie» группы «Gentle Giant» с альбома «Giant for a Day» 1978 года.